# Mesomachilis nearcticus
Espèce
Mesomachilis nearcticus est une espèce d'insectes aptères appartenant à l'ordre des  archéognathes.